# Liechtenstein nos Jogos Olímpicos de Verão de 1948
Liechtenstein participou dos Jogos Olímpicos de Verão de 1948 na cidade de Londres, no Reino Unido. Nessa edição dos jogos o país não teve medalhistas.